# جزیره فلیندرز
جزیره فلیندرز (به انگلیسی: Flinders Island) جزیره‌ای است واقع در تنگه باس که در شمال تاسمانی قرار دارد.

## تاریخچه
این جزیره به همراه گروهی دیگر از جزیره‌ها در سال ۱۷۷۳ توسط فرانسوی‌ها کشف شد. بین سال‌های ۱۷۹۸ تا ۱۷۹۹ متیو فلیندرز و جورج باس کاشفان انگلیسی به صورت رسمی جزیره را به نام خود ثبت کردند و به همین دلیل تنگه باس و این جزیره به این شکل نام گذاری شد.

## جغرافیا
این جزیره بخشی از ایالت تاسمانی و حوزه شهری فلیندرز محسوب می‌شود و طول آن از شمال به جنوب ۶۲ کیلومتر و از شرق به غرب ۳۷ کیلومتر است.
بلندترین نقطه این جزیره با ارتفاع ۷۵۶ متر در جنوب غربی آن واقع شده‌است.
حدود یک سوم از این جزیره ناهموار و کوهستانی می‌باشد. همچنین مناطق ساحلی اغلب توسط شن پوشیده شده‌است.